# Ascarina
Ascarina, biljni rod iz porodice hlorantusovki. Sastoji se od 12 vrsta drveća i grmova iz Madagaskara (1), Malezije (4), Solomonovog otočja, Novog Zelanda, Nove Kaledonije (2), Vanuatu i istočno do Markižanskog otočja.

## Vrste
1. Ascarina coursii (Humbert & Capuron) J.-F.Leroy & Jérémie
2. Ascarina diffusa A.C.Sm.
3. Ascarina lucida Hook.f.
4. Ascarina maheshwarii Swamy
5. Ascarina marquesensis A.C.Sm.
6. Ascarina philippinensis C.B.Rob.
7. Ascarina polystachya J.R.Forst. & G.Forst.
8. Ascarina rubricaulis Solms
9. Ascarina solmsiana Schltr.
10. Ascarina subfalcata J.W.Moore
11. Ascarina subsessilis Verdc.
12. Ascarina swamyana A.C.Sm.